# Municipio 7 (condado de Morris)
El municipio 7 (en inglés: Township 7) es un municipio ubicado en el condado de Morris en el estado estadounidense de Kansas. En el año 2010 tenía una población de 262 habitantes y una densidad poblacional de 1,56 personas por km².

## Geografía
El municipio 7 se encuentra ubicado en las coordenadas 38°38′51″N 96°49′57″O / 38.64750, -96.83250. Según la Oficina del Censo de los Estados Unidos, el municipio tiene una superficie total de 167.64 km², de la cual 167.19 km² corresponden a tierra firme y (0.27%) 0.46 km² es agua.

## Demografía
Según el censo de 2010, había 262 personas residiendo en el municipio 7. La densidad de población era de 1,56 hab./km². De los 262 habitantes del municipio 7, el 95.8% eran blancos, el 0.76% eran afroamericanos, el 0.38% eran asiáticos, el 0.38% eran de otras razas y el 2.67% pertenecían a dos o más razas. Del total de la población el 0.38% eran hispanos o latinos de cualquier raza.